# Chikly
Chikly (en árabe: شكلي) es una pequeña isla de Túnez, situada en la parte norte del lago de Túnez y conocida por ser el sitio donde se encuentra el Fuerte Santiago Chikly, una antigua ciudadela romana, que fue reconstruida por el gobernador español de la Goleta, Luys Peres Varga, entre 1546 y 1550. La fortaleza fue abandonada por completo en 1830 y se deterioró mucho.
Chikly fue declarado patrimonio cultural nacional en diciembre de 1993 y es propiedad del Ministerio de Cultura de Túnez. Para ese momento, la fortaleza fue restaurada como parte de la cooperación entre Túnez y España con la participación del Instituto Nacional de Patrimonio y la Universidad de Madrid. La excavación y limpieza se llevó a cabo en 1994, seguida por las excavaciones arqueológicas en 1995. Se encontraron mosaicos y cuadros que se remontan a la época bizantina y romana en los siglos cuarto y quinto.

## Imágenes

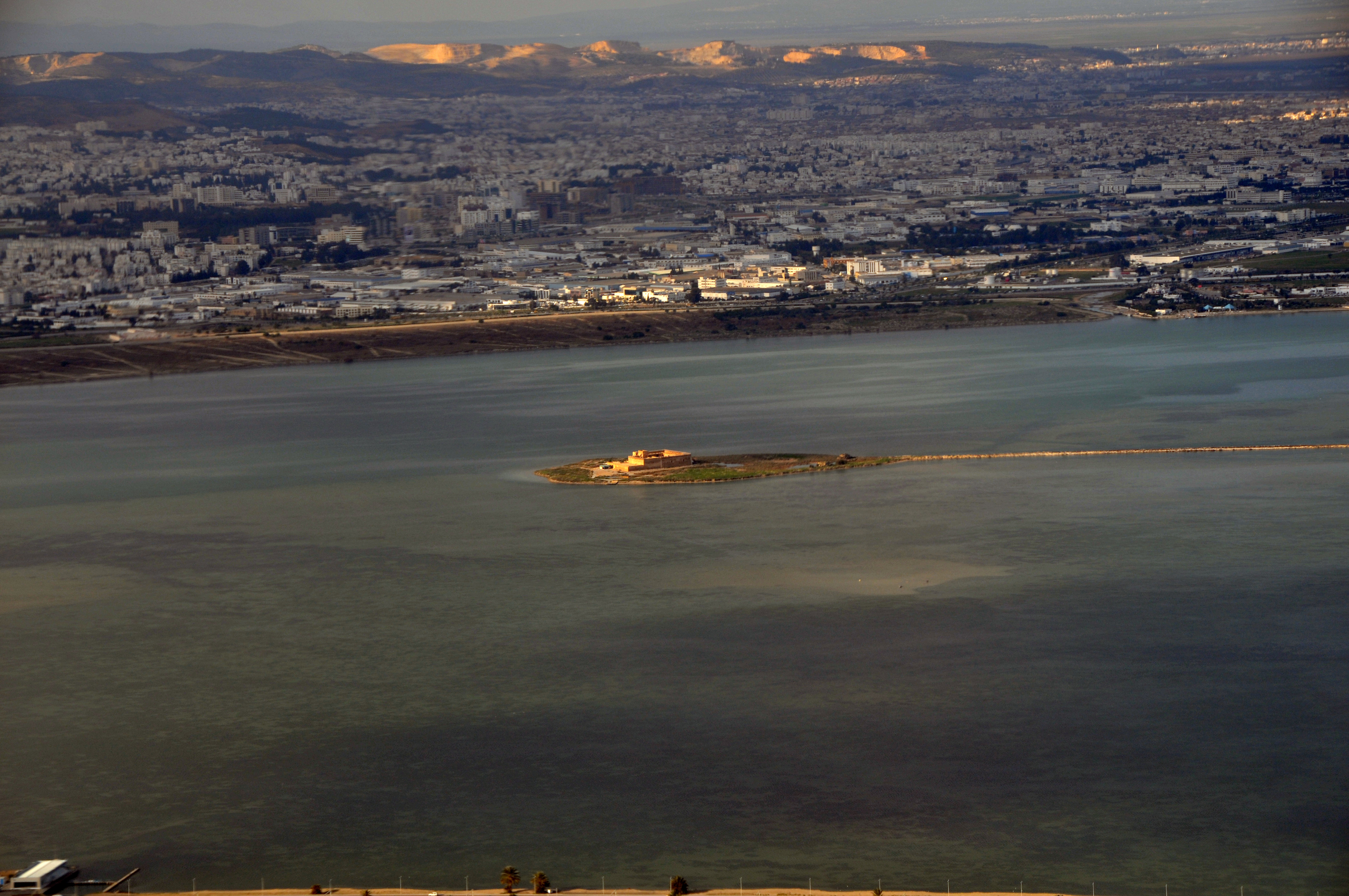
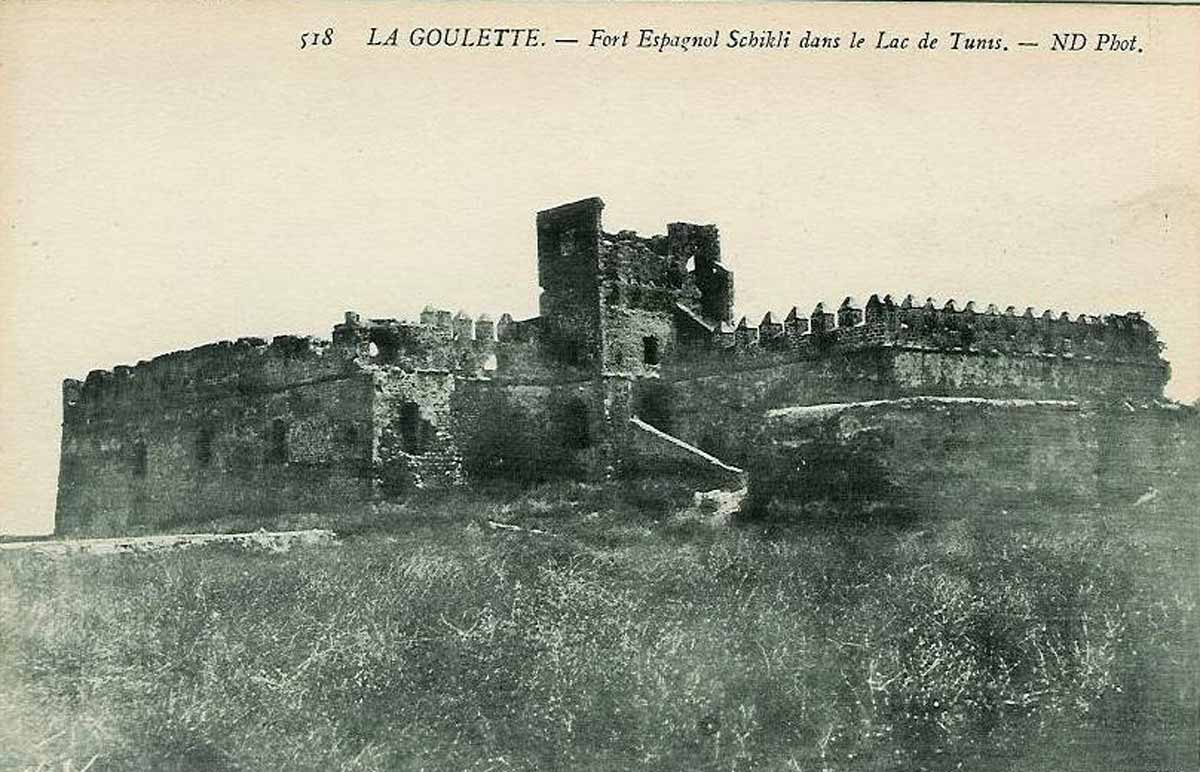
Imagen del fuerte en 1900.